# Maka Kotto
Pour les articles homonymes, voir Kotto.
Maka Kotto, né à Douala au Cameroun le 7 décembre 1961, est un artiste et homme politique québécois. Il a été ministre québécois de la Culture et des Communications dans le gouvernement de Pauline Marois. 
En 2008, il devient député de la circonscription provinciale de Bourget après l'avoir été (de 2004 à 2008) à la Chambre des communes du Canada pour le Bloc québécois dans la circonscription de Saint-Lambert. Maka Kotto est le conjoint de l'ex-députée bloquiste et ex-mairesse de Longueuil Caroline St-Hilaire. Avant son ascension au poste de ministre, il était porte-parole de l'opposition officielle en matière de culture et communications depuis le 9 janvier 2009.
Lors des Élections générales québécoises de 2018, il est défait par le candidat de la Coalition avenir Québec, Richard Campeau, mettant fin à près de 25 ans de règne du Parti québécois dans cette circonscription. 

## Biographie
Né au Cameroun, Léopold-Marcel Kotto-Maka a obtenu le baccalauréat français (diplôme d'études secondaires/collégiales), option sciences économiques, au lycée Henri-Martin de Saint-Quentin (France) en 1980. Il a ensuite étudié à la Faculté de droit de Nanterre et à l'Institut d'études politiques de Bordeaux en 1981 et 1982. Il est diplômé du Conservatoire libre du cinéma français et du Cours Florent, et entreprend en 1984 une carrière de comédien, auteur et metteur en scène. 
Il est arrivé au Québec en 1990 et s'est impliqué dans diverses causes et mouvements, dont Développement et Paix, Festival Vues d'Afrique, Société Saint-Jean-Baptiste de Montréal, Laféminité.com, Micro-Recyc-Coopération et 1,2,3 Go! Saint-Michel. Maka Kotto est le père de quatre enfants, Ekédi, Dovi, Samuel et Baptiste.
En 2020, il rend hommage au poète Gilles Hénault à l'occasion des célébrations Gilles Hénault — 100 ans, 100 regards, sur la Fabrique culturelle.

### Carrière politique
- Membre de la commission de la citoyenneté du Bloc québécois (2002-2004)
- Candidat du Parti québécois dans la circonscription de Viau (2003)
- Membre du conseil général du Conseil de la souveraineté (depuis 2003)
- Coprésident du chantier "Le Québec, un Pays" du Parti québécois (2003-2004)
- Député à la Chambre des communes du Canada (2004-2008)
- Porte-parole du Bloc québécois en matière de Patrimoine canadien (2004-2008)
- Après avoir demandé le retour de Bernard Landry au poste de chef du Parti québécois, il a annoncé le 6 septembre 2005 son appui à la candidate Pauline Marois.
- Député à l'Assemblée nationale du Québec (2008-2018)
- Ministre de la Culture et des Communications (septembre 2012-avril 2014)

## Filmographie
- 1984 : Marche à l'ombre de Michel Blanc : Joseph
- 1984 : L'Amour en douce de Édouard Molinaro : François
- 1986 : Le Complexe du kangourou de Pierre Jolivet : Arthur
- 1987 : La Vieille dame et l'Africain de Alain Dhouailly (TV) : Raphaël
- 1988 : Le Prix du mensonge
- 1988 : Périgord noir de Nicolas Ribowski : Youssouf
- 1988 : Le Funiculaire des anges (TV) : Felix
- 1989 : Comment faire l'amour avec un nègre sans se fatiguer : Bouba
- 1990 : La Nuit du visiteur
- 1990 : La Goutte d'or (TV) : Salah Brahim
- 1992 : Blanc d'ébène : Lanseye Kante
- 1993 : À l'heure où les grands fauves vont boire de Pierre Jolivet : Yannick
- 1993 : Ascension Express (TV) : Prosper
- 1993 : Taxi de nuit de Carmine Gallone : Max
- 1995 : Between the Devil and the Deep Blue Sea de Marion Hänsel : African sailor
- 1995 : Lulu roi de France (TV) : Honoré
- 1996 : Urgence : Dr. Étienne Jean-François
- 1996 : Beaumarchais, l'insolent de Édouard Molinaro : Cezaire
- 1997 : Diva (série TV) : Maurice Brisebois
- 1997 : Maintenant ou jamais (TV) : Grandgosier
- 1997 : La Conciergerie de Michel Poulette : Jean Marcheur
- 1998 : Victor Schœlcher, l'abolition de Paul Vecchiali (TV) : Alcindor
- 1998 : Sucre amer : Privat Danglemont
- 1999 : Monsieur Naphtali : Male nurse
- 1999 : Une pour toutes de Claude Lelouch : Le président
- 2000 : Lumumba de Raoul Peck : Joseph Kasa-Vubu
- 2000 : Passage du milieu : Narrator
- 2000 : Atlantide, l'empire perdu : Joshua Ledoux (voix)
- 2001 : Voyage à Ouaga : Zao
- 2001 : Le Ciel sur la tête : Cure Florent
- 2003 : Les Énigmes de l'Atlantide : Joshua Ledoux (voix)
- 2004 : A Silent Love : André
- 2004 : Comment conquérir l'Amérique en une nuit : Fanfan
- 2004 : Le Goût des jeunes filles de John L'Ecuyer
- 2004 : Mémoires affectives de Francis Leclerc : Docteur Ba Kobhio
- 2005 : Zim and Co. de Pierre Jolivet : Père Arthur
- 2006 : Un dimanche à Kigali de Robert Favreau : Manu
- 2022 : La Faille saison 3 de Daniel Roby et Patrice Sauvé (TV) : Père Isaac

## Livre
- Maka Kotto, Femme : libre exaltation poétique, Outremont, Québec, Lanctôt, coll. « J'aime la poésie 12e », 2002, 93 p., 21 cm (ISBN 2-89485-213-4).

## Résultats électoraux
|                                                                                               | Nom                     | Parti               | Nombre de voix | %      | Maj. |
| --------------------------------------------------------------------------------------------- | ----------------------- | ------------------- | -------------- | ------ | ---- |
|                                                                                               | Richard Campeau         | Coalition avenir    | 8 870          | 27,6 % | 500  |
|                                                                                               | Maka Kotto (sortant)    | Parti québécois     | 8 370          | 26 %   | -    |
|                                                                                               | Marlène Lessard         | Québec solidaire    | 7 865          | 24,4 % | -    |
|                                                                                               | Vincent Girard          | Libéral             | 6 074          | 18,9 % | -    |
|                                                                                               | Marieke Hassell-Crépeau | Vert                | 719            | 2,2 %  | -    |
|                                                                                               | Dany Roy                | Citoyens au pouvoir | 200            | 0,6 %  | -    |
|                                                                                               | Claude Brunelle         | Marxiste-léniniste  | 80             | 0,2 %  | -    |
| Total                                                                                         | Total                   | Total               | 32 178         | 100 %  |      |
| Le taux de participation lors de l'élection était de 64,9 % et 594 bulletins ont été rejetés. |                         |                     |                |        |      |